# Palaega carteri
Palaega carteri är en kräftdjursart som beskrevs av Woodward 1870. Palaega carteri ingår i släktet Palaega och familjen Cirolanidae. Inga underarter finns listade i Catalogue of Life.